# 对维基媒体的审查和封锁
对维基媒体的审查和封锁现时在多个国家及地區经常发生，例如中國大陸、伊朗和土耳其等地。

## 中国大陆

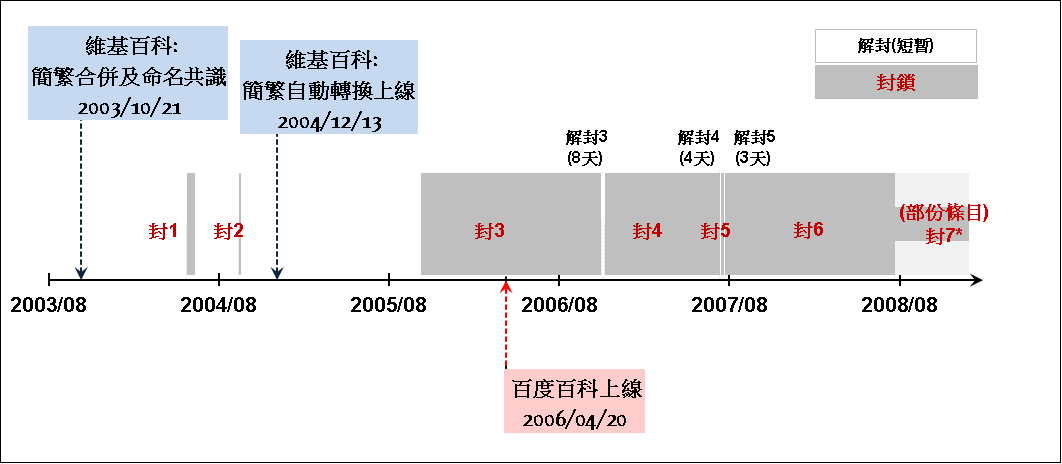
中国大陆封锁维基百科時間表及百度百科發起日的比較（2003-2008）

中文維基百科自2002年10月24日成立，从2004年到2008年，在中國大陸遭遇過無預警、無預先告知的六次大规模封鎖，其中不完全封锁一次。
第一次封鎖开始于2004年6月3日，此前中国大陆國營報紙曾發表有關中文維基百科的正面文章。被封鎖後，当时中文維基百科曾经尝试设置自我审查机制，但未能取得共识。 6月22日，中国大陆各地均解除了对维基百科的封锁。第二次封鎖开始于2004年9月23日，仅仅持续4天。在这次封锁中，中国大陆部分地区仍可访问维基百科。
2005年10月19日，维基百科再次被封锁。此后近三年间，除2006年10月10日至10月23日、11月9日至11月17日、2007年6月15日至6月18日、7月21日至7月25日、7月30日至8月2日、8月30日至8月31日短暂在部分地区可以正常瀏覽外，2008年4月2日前维基百科在接近3年的时间内均未完全解封。2008年7月31日，中華人民共和国政府宣布北京奥运会信息自由，解除了很多网站的封锁。
| 日期                          | 封锁目标                                                                                    | 封锁方式                                                             |
| ----------------------------- | ------------------------------------------------------------------------------------------- | -------------------------------------------------------------------- |
| 2010年11月28日                | 中文维基文库明文版                                                                          | HTTP连接重置                                                         |
| 2012年初                      | 中文维基新闻                                                                                | HTTP连接重置和DNS污染                                                |
| 2015年5月19日                 | 中文维基百科                                                                                | HTTP连接重置和DNS污染                                                |
| 2015年12月4日                 | 维基媒体基金会所有网站                                                                      | 中国政府屏蔽，但于同年12月6日解除                                    |
| 2015年5月19日至2017年12月28日 | 粤语、吴语、维吾尔文维基百科                                                                | DNS污染                                                              |
| 2017年12月28日                | 日文维基百科桌面版                                                                          | HTTP连接重置和DNS污染                                                |
| 2018年8月24日                 | 中文、日文、维吾尔文维基百科                                                                | SNI检测方式阻断域名                                                  |
| 2018年9月29日                 | 明文版英文维基百科                                                                          | HTTP连接重置封锁                                                     |
| 2019年4月23日                 | 维基百科全站                                                                                | DNS污染                                                              |
| 2019年6月10日                 | 维基共享资源移动版                                                                          | DNS污染                                                              |
| 2019年7月                     | 英文维基新闻和中文维基语录桌面版                                                            | 英文维基新闻：DNS污染；中文维基语录：DNS污染和基于SNI的HTTPS连接重置 |
| 2019年10月                    | 中文维基语录移动版                                                                          | 封锁                                                                 |
| 2019年11月                    | 中文维基学院移动版                                                                          | DNS污染                                                              |
| 2019年12月                    | 美国旧金山维基媒体基金会服务器IPv4地址（198.35.26.96）                                      | 封锁，导致维基媒体所有网站无法直接访问                               |
| 2020年5月                     | 新加坡维基媒体基金会服务器IPv4地址（103.102.166.224）和美国阿什本IPv4地址（208.80.154.224） | 封锁                                                                 |
| 未知                          | 维基媒体基金会媒体服务器（upload.wikimedia.org）IPv4地址（198.35.26.112、208.80.154.240）   | 封锁，维基媒体媒体服务器无法直接访问                                 |

2020年10月24日，浙江省舟山市一男子被警方查获。当局指，他使用翻墙软件“蓝灯”在维基百科上搜索资料，被警方上门“查水表”。消息指，这是中国大陆首例有人因浏览维基百科而被明确处罚的案件。浙江省委官网日前发布公告称，该名男子于2019年上半年至2020年10月，通过百度搜索翻墙软件“蓝灯”下载安装后，多次使用翻墙软件“非法访问维基百科获取讯息”，并于24日被警方抓获，官方公告上亦列出了该名男子的姓名和住址。警方公告显示，对该男子进行当场训诫的行政处罚措施。

## 法國

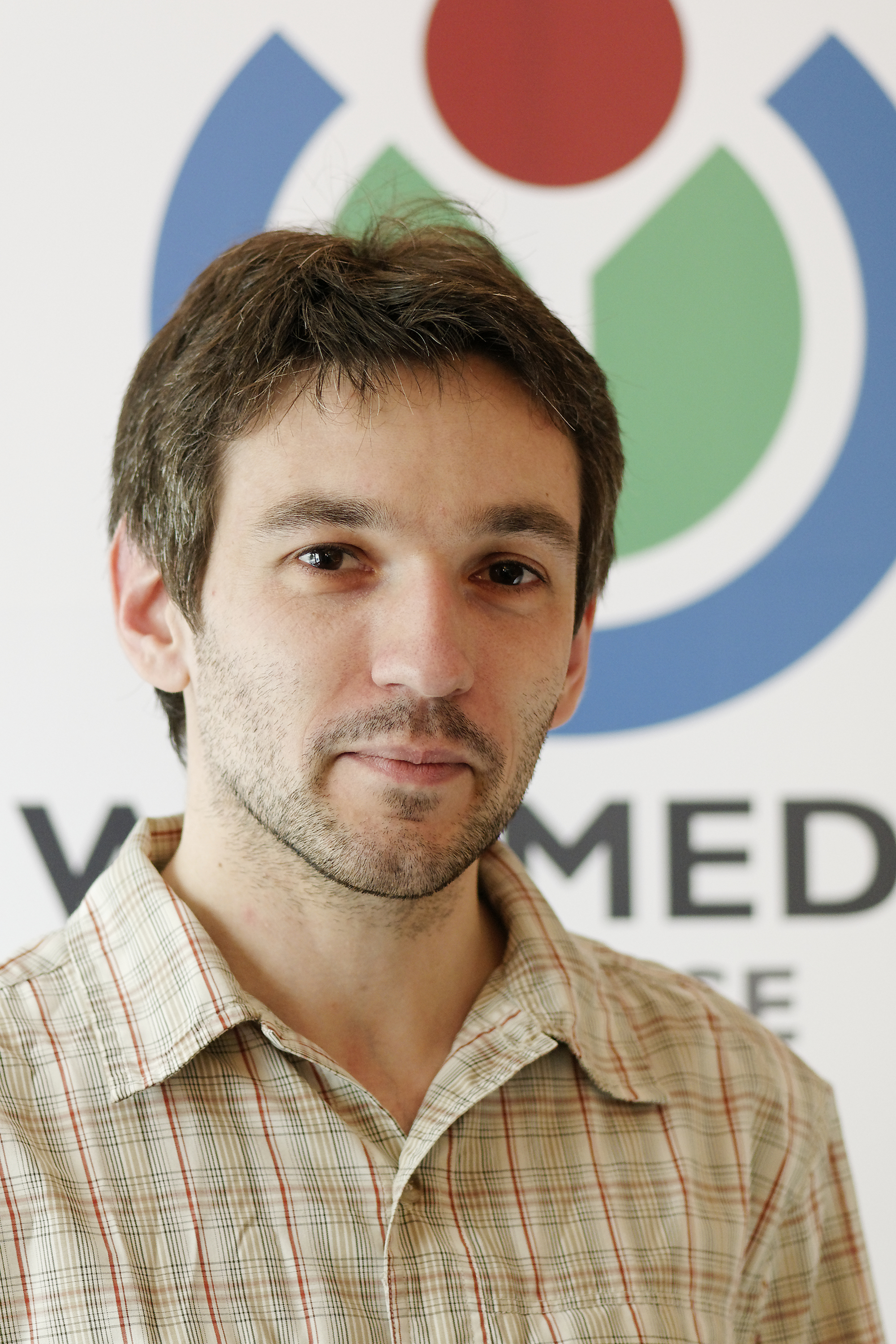
雷米‧馬蒂斯 (Rémi Mathis)，法國維基媒體董事會成員，2010 年

法國國內情報總局指法語維基百科的皮埃爾敍奧特軍用無線電台條目涉及軍事機密，多次要求維基媒體基金會把其刪除。2013年4月，法国国内情报总局要求法語維基百科管理員雷米·马蒂斯将法語維基百科中介绍皮埃爾敍奧特軍用無線電台的条目删除，否则法国国内情报总局将拘留其和予以刑事指控。法国国内情报总局稱該條目違反法國刑法第413-11條「危害國防機密法」。此条目被删除后，已被一名来自瑞士的維基百科管理員恢复。

## 英国
2008年12月5日，一家名叫网络观察基金会的英国监察小组因认为专辑封面含有与儿童有关的不雅照片，违反《1976年儿童保护法令》，将英语维基百科上有关蝎子乐队1976年发行专辑《处女杀手》的页面列入黑名单。这张图片的内容是一位全裸的少女，仅用玻璃破碎的效果来挡住生殖器部位。网络观察基金会的黑名单被用在如Cleanfeed之类的网页过滤系统中。受此影响，包括匿名用户在内任何通过这些ISP连接的维基百科用户无法对任何页面进行任何编辑。2008年12月9日，网络媒体基金会解除了封锁。

## 俄羅斯
俄罗斯曾于2015年8月25日短暂屏蔽维基百科。理由是俄语维基百科条目“Чарас”含有详细的制作毒品方法。当地法院裁决其条目内容违法。因为维基百科强制使用HTTPS协议，运营商无法单独屏蔽其条目，所以整个维基百科网站于2015年8月25日凌晨被屏蔽。
俄罗斯维基媒体执行主任斯坦尼斯拉夫·科兹洛夫斯基（俄语：Станислава Козловского）回应称俄语维基百科条目内容来源于联合国网站和药理手册。
8月25日上午封锁终止。俄罗斯的RKN称该条目已被编辑，新的条目内容已满足法院判决要求。
據俄羅斯的RBK商業新聞報導，俄罗斯打算於2023年建立屬於自己的網上百科全書和類似《维基百科》，該百科計劃會包含來自俄羅斯大百科全書的8萬個條目，使其內容更為詳盡及可靠。
2022年3月，RKN威胁屏蔽俄语维基百科，因为其记录的2022年俄罗斯入侵乌克兰的事迹与其国有媒体的报道相左。

## 白俄羅斯
2022年3月11日，白俄政治警察GUBOPiK抓捕了明斯克的俄语维基百科编辑马克·伯恩斯坦，理由是在2022年俄羅斯入侵烏克蘭的条目中“散播反俄内容”、“违反俄罗斯假新闻法”。
2022年4月7日，依照《白俄罗斯刑法》第369条第1则的“贬损白俄罗斯共和国罪”，布列斯特法院判处在俄语维基百科和白俄罗斯语维基百科作出3项编辑的维基人帕维尔·佩尔尼考两年监禁。

## 土耳其
土耳其语维基百科上，受当局审查影响的条目包括（女阴），（人类阴茎），（2015年土耳其大选投票），（阴道），（阴囊），且这些审查均不是在法院判决下作出。当地一家名为TTNET的ISP推测称技术原因在于维基百科，维基媒体基金会的凯瑟琳·马赫反驳道这不符合事实。
自2017年4月29日早间起，当地无法正常访问维基百科的任何语言版本，这一封锁维基百科的行政措施在当地时间早上8时生效。土耳其政府此前要求维基百科“移除由支持恐怖主义编辑者加入的内容，以及声称土耳其与恐怖组织有联系的内容”，但维基百科方面没有给予回应。
2019年12月26日，土耳其宪法法院裁定，土耳其政府對維基百科的封鎖侵犯了公民的言论自由。
2020年1月15日，土耳其政府解除了对维基百科的封锁。

## 巴基斯坦
2023年2月1日，巴基斯坦电信管理局表示該機構此前通过法庭要求维基百科運營方移除部分亵渎内容，但維基百科運營方既不遵守也不願回应，因此维基百科在巴基斯坦境內被限速48小时。巴基斯坦电信管理局警告如果维基百科方面以後依然不肯悔改，维基百科网站將會在巴基斯坦境内被封锁。2月4日，巴基斯坦正式封禁維基百科。2月6日，巴基斯坦總理又下令解封維基百科。

## 其他国家
以下是其他国家对维基百科审查和封锁的情况。
| 国家                           | 时间                         | 目标 | 原因                                                    | 注释及引用                                                                                              |
| ------------------------------ | ---------------------------- | --- | ------------------------------------------------------- | --- |
| 伊朗                           | 2013年11月至2015年           | 波斯語維基百科和希伯来语维基百科以及部分英语维基百科页面 | 伊朗綠色革命等                                          | 2015年维基媒体全站强制HTTPS后屏蔽取消。                                                                 |
| 義大利                         | 2011年10月4日                | 意大利语维基百科 | 意大利语维基社群自我抗议                                | [ 51 ]                                                                                                  |
| 巴基斯坦                       | 2006年3月31日                | 所有语言维基百科 | 日德兰邮报穆罕默德漫画事件                              | [ 52 ] [ 53 ] [ 54 ] [ 55 ] [ 56 ]                                                                      |
| 巴基斯坦                       | 2010年5月                    | 英语维基百科 | 大家一起来画穆罕默德日                                  | [ 52 ] [ 53 ] [ 54 ] [ 55 ] [ 56 ]                                                                      |
| 俄羅斯                         | 2013年4月5日起               | 俄语维基百科条目“Курение каннабиса”（吸食大麻） | 内容包含毒品配方                                        | [ 57 ] [ 58 ] [ 59 ]                                                                                    |
| 沙烏地阿拉伯                   | 2006年7月11日起              | 阿拉伯语维基百科和英语维基百科的部分页面 | 宗教和色情                                              | [ 60 ] [ 需要較佳来源 ]                                                                                 |
| 叙利亚                         | 2008年4月30日至2009年2月13日 | 阿拉伯语维基百科 | 不明                                                    | [ 61 ] [ 62 ]                                                                                           |
| 泰國                           | 2008年10月至2013年4月        | 涉及泰国国王的条目 | 侵犯国王名誉                                            | [ 63 ]                                                                                                  |
| 突尼西亞                       | 2006年11月23日至27日         | 所有维基媒体计划 | 不明                                                    | |
|                                | 2007年至2008年               | 所有语言维基百科 | 不明                                                    | [ 64 ] [ 65 ] [ 66 ]                                                                                    |
| 2011年9月底至10月初和2012年2月 | 乌兹别克语维基百科           | | 不明                                                    | [ 64 ] [ 65 ] [ 66 ]                                                                                    |
| 委內瑞拉                       | 2019年1月12日起              | 1. 所有语言维基百科（包括多语言主页） 2. 其他维基媒体计划的西班牙语和加泰罗尼亚语版 3. 元维基、维基共享资源、维基数据、维基物种、Wikitech、Phabricator及Gerrit亦无法设置西班牙语界面（但使用英语界面则正常） | 抗议美国支持胡安·瓜伊多自封临时总统及对马杜罗政府的制裁 | 由于委最大电信运营商CANTV之规避网络制裁措施，即便在可以访问的情况下，编辑者IP实际使用美委两国以外的网段 |
| 緬甸                           | 2021年2月18日起              | 1. 包括緬甸語维基百科在內的所有语言维基百科（也包括多语言主页） 2. 其他维基媒体计划 | 2021年緬甸政變                                          | [ 70 ]                                                                                                  |

## 參见
- 互联网审查
- 突破網路審查